# 蛸芝居
『蛸芝居』（たこしばい）は、上方落語の演目。初代桂文治の作とされる。桂松光の演目帳『風流昔噺』（万延2年・1861年）には「仕ばひばなし、但シすだこにあって（原文ママ）豆三ツぼくれ」と記されている。
店の者全員が芝居好きという商家を舞台に、何をするにも芝居のまねごとになる使用人たちを描き、そこへやはり芝居好きな魚屋が魚介類を売りに訪れ、買った蛸までもが台詞を話して芝居を演じるという内容。佐竹昭広・三田純一編の『上方落語』上巻では、登場人物が即興で演じる芝居には特定の作品・場面が指定されておらず、「類型的な場面と典型的なセリフを用いることによって、芝居一般を表現している」と評している。一方、宇井無愁は「芝居咄」を「正本芝居咄」と「落語芝居咄」に分け、「落語のなかに芝居話がまじった」後者に対して前者は「舞台の一場面を演者が一人で演じてみせるもの」とし、『蛸芝居』を「正本仕立て」と指摘している。

## あらすじ
※以下『上方落語』上巻掲載の内容に準拠する。
演者はまず、加持祈祷のようなまじないじみたかつての民間療法を挙げ、その中に蛸で食中毒になったときには黒豆を3粒食べればよいというものがあったことを紹介する。
主人から丁稚に至るまで芝居好きという商家、主人が朝に店の者を起こすときにも三番叟を口にする。丁稚の定吉と岩松は表を掃除するにも芝居の口調で、路地を花道に見立ててそこまで行ってしまう始末。呆れた主人は二人を呼び戻して、岩松には子どもの玩具の片付け、定吉には仏壇の掃除を命じる。定吉は位牌を持って演じる芝居を始めたため、再び主人に叱られて今度は子守りを言いつけられる。定吉は「子どもを抱いてする芝居」を演じ、それに岩松も加わり、子どもを投げつけたりする。二人は遂に主人から「おとなしゅうに店で店番」しろと言われる。そこに出入りの魚屋である魚喜がやってくる。魚喜も芝居好きなのに岩松は目をつけ、店に入ってくるときに定吉と二人で芝居がかった声をかけたり、下駄で板の間を叩いて歌舞伎のツケ代わりにしたりする。すると魚喜は商品に「市川海老十郎」「尾上鯛之助」「中村蛸蔵」などと名をつけ、やはり芝居がかった話し方をする。二人は蛸と鯛を買い求めて鯛を三枚に下ろすよう頼み、魚喜は芝居じみた台詞を言いながら仕事をしていたが、表に置いた桶から赤犬がハマチを1匹持ち去ったと聞いて、芝居臭い台詞とともにそれを追う。
主人は酢蛸を作るための酢を買ってくるように定吉に命じる。すると、すり鉢の中に入れられた蛸がそれを聞いて「酢蛸にされてたまるか」と逃げだし、台所の連木（すりこぎ）や庖丁を足に持ち、布巾で頬被りをして、台所の壁をくりぬき始める。気付いた主人に蛸は当て身をして倒し、「雉も鳴かずば、射たれもせまい。明石が浦へ、ア、ちっとも早う、おお、そうだァ」と見得を切って逃走した。戻ってきた定吉が倒れている主人に気付いて声をかけると「黒豆、三粒、もってきてくれ」という。定吉が「どないしはりました」と尋ねると「蛸にあてられた」。